# だて歴史の杜カルチャーセンター
だて歴史の杜カルチャーセンター（だてれきしのもりカルチャーセンター）は、北海道伊達市にある文化施設。「優良ホール100選」選定。

## 概要
総合公園だて歴史の杜の中核施設として1994年（平成6年）に落成した。施設を運営・管理している伊達メセナ協会は、1994年（平成6年）10月に市民主体で芸術文化事業を企画運営し、市民の鑑賞機会の拡充と地域に根ざした芸術文化の振興を目的に設立しており、2000年（平成12年）に「北海道地域文化選奨特別賞」を受賞している。講堂名の「ハーパーホール」は、2008年（平成20年）の『第34回主要国首脳会議』（洞爺湖サミット）開催時にカナダのスティーブン・ハーパー首相（当時）夫妻が伊達市を訪問したことを記念して命名された。

## 施設
大ホール
- 収容人数1,044名（1階可動席186席、1階移動席564席、2階固定席294席）
- 舞台（間口：18 m、奥行：14 m、プロセニアム：18 m×8.5 m）
- 母子室

講堂（ハーパーホール）
- 収容人数350名
- 315.5 m²（移動ステージ間口：9 m、奥行：3.7 m、高さ：0.6 m）

実習室
- 広さ（実習室1：96.8 m²、実習室2：53.1 m²）

集会室
- 広さ（集会室1：57.4 m²、集会室2：65.5 m²、集会室3：107.9 m²）

研修室・視聴覚室
- 広さ（研修室和室：48.7 m²、視聴覚室1：15.9 m²）

控室
- 広さ（控室1：33.7 m²、控室2：26.1 m²、控室3：10.5 m²）

リハーサル室
- 収容人数50名
- 広さ127.4 m²

キッズルーム